# توپاک‌تاش (قره‌عیسی‌لی)
توپاک‌تاش (به ترکی استانبولی: Topaktaş) یک منطقهٔ مسکونی در ترکیه است که در کارایسالی واقع شده‌است.